# Robert Thegerström
Robert (Bob) Thegerström, född 6 januari 1857 i London, död 9 augusti 1919 i Stockholm, var en svensk målare, tecknare och grafiker.

## Biografi
Robert Thegerström var son till grosshandlaren Johan Robert Thegerström och Amalia Feit och från 1887 gift med Elin Lamm samt brorson till Ferdinand Thegerström. Efter studentexamen 1875 och ett försöksår i sin fars företag studerade Thegerström vid Konstakademien i Stockholm 1876–1880 där han var studiekamrat till Ernst Josephson, Carl Larsson, Bruno Liljefors och Richard Bergh som senare bildade kärntruppen i opponenterna. Han reste 1880 till Paris där han kom att tillbringa tolv år med studier och sitt fria konstnärskap. Han studerade figur- och landskapsmåleri på flera ansedda ateljéer, bland annat vid Académie Julian där han orienterade sig i det för tiden tongivande salongsmåleriet med realistiska friluftsstudier och figurskildringar. Med sin goda ekonomi och sällskapliga ställning kom han att spela en betydande roll bland de svenska konstnärerna i Paris och var en av centralfigurerna i umgänget på konstnärskrogar och ateljéerna. Tillsammans med Karl Nordström och Allan Österlind vistades han 1881 vid Lyons-la-Forêt för att måla och flera somrar tillhörde han den berömda svensk-anglosachsiska konstnärskolonin i Grez.
Efter giftermålet 1887 med Elin Lamm, som var fyrmänning till Zorns hustru Emma, blev Thegerström nära vän till Anders Zorn och tog starka intryck av hans friluftsmåleri och tillsammans med Zorn reste han på en studieresa till Spanien och Marocko 1887. Senare under året genomförde han sin bröllopsresa till Egypten och passade då på att måla av arkitekturminnesmärken och studier av folktyper. Flera somrar och efter hemkomsten vistades han på Dalarö i perioder där han tillsammans med bland andra Zorn och Bergh drev ett socialt sällskapsliv och målade, bland annat avporträtterade han August Strindberg som var på tillfälligt besök 1891. Vid den definitiva återflytten till Sverige 1892 blev hans konst följsammare och i nära anknytning till det typiska stämningsmåleriet med svenska stämningslandskap med motiv från Djursholm och Särö, i vilka han gärna betonar det atmosfäriska. Thegerström lät 1893 uppföra och bodde under lång tid i ett av de första husen i Djursholm, Villa Tallbacken, ritad av Ferdinand Boberg. Under de följande åren målade han alla möjliga ängs- och trädgårdsblommor som användes som delorationer i den nyuppförda villan. Bostaden kom att bli en välkänd replipunkt för Stockholms konstnärs- och musikervärld där Thegerström själv underhöll sina gäster med pianospel och sång.
Thegerström var även verksam som grafiker och studerade grafisk konst för Axel Tallberg 1895–1896 och utförde såväl porträtt- figur- och landskapsmotiv i mezzotint. Bland hans offentliga arbeten märks dekorationsmålningar i Dramatens trapphus, Katarina läroverk, Norra realläroverket i Stockholm och Djursholms samskola. Under sin Paristid medverkade han i både den gamla Parissalongen och den nya på Champ de Mars samt Världsutställningen 1889 där han tilldelades tredje klassens medalj för ett par pasteller. Separat visade han retrospektiva utställning på Stockholms konstförening 1911 och 1918. I Sverige medverkade han i flera av Konstnärsförbundets utställningar från 1891 och han medverkade i Göteborgs konstförenings retrospektiva utställning 1911, Grafiska sällskapets retrospektiva utställning 1911–1912 i Stockholm och Baltiska utställningen. Han var representerad vid Världsutställningen i Chicago 1893 och i samlingsutställningar i Köpenhamn, Berlin och Helsingfors. Sveriges allmänna konstförening arrangerande en minnesutställning med hans konst 1920 som följdes upp av en minnesutställning på Gummesons konsthall 1928 samt i Djursholm 1962.
Thegerström var en av stiftarna till Konstnärsförbundet och vid bildandet i Göteborg 1886 knöts han till den inre kretsen som vice sekreterare, utställningskommissarie och juryman. Han var även lärare vid Konstnärsförbundets tredje målarskola, där han betonade måleriets tekniska sida men med sin benägenhet att bedriva akademisk exercis i anatomi- och modellstudier ledde det till en pinsam demonstration bland eleverna 1907, vilket medförde att Thegerström tog sin hatt och gick för gott. Han var en talangfull musiker och komponerade en del sånger, pianostycken och violinsonater.
Makarna Thegerström är begravda på Norra begravningsplatsen utanför Stockholm.

## Galleri

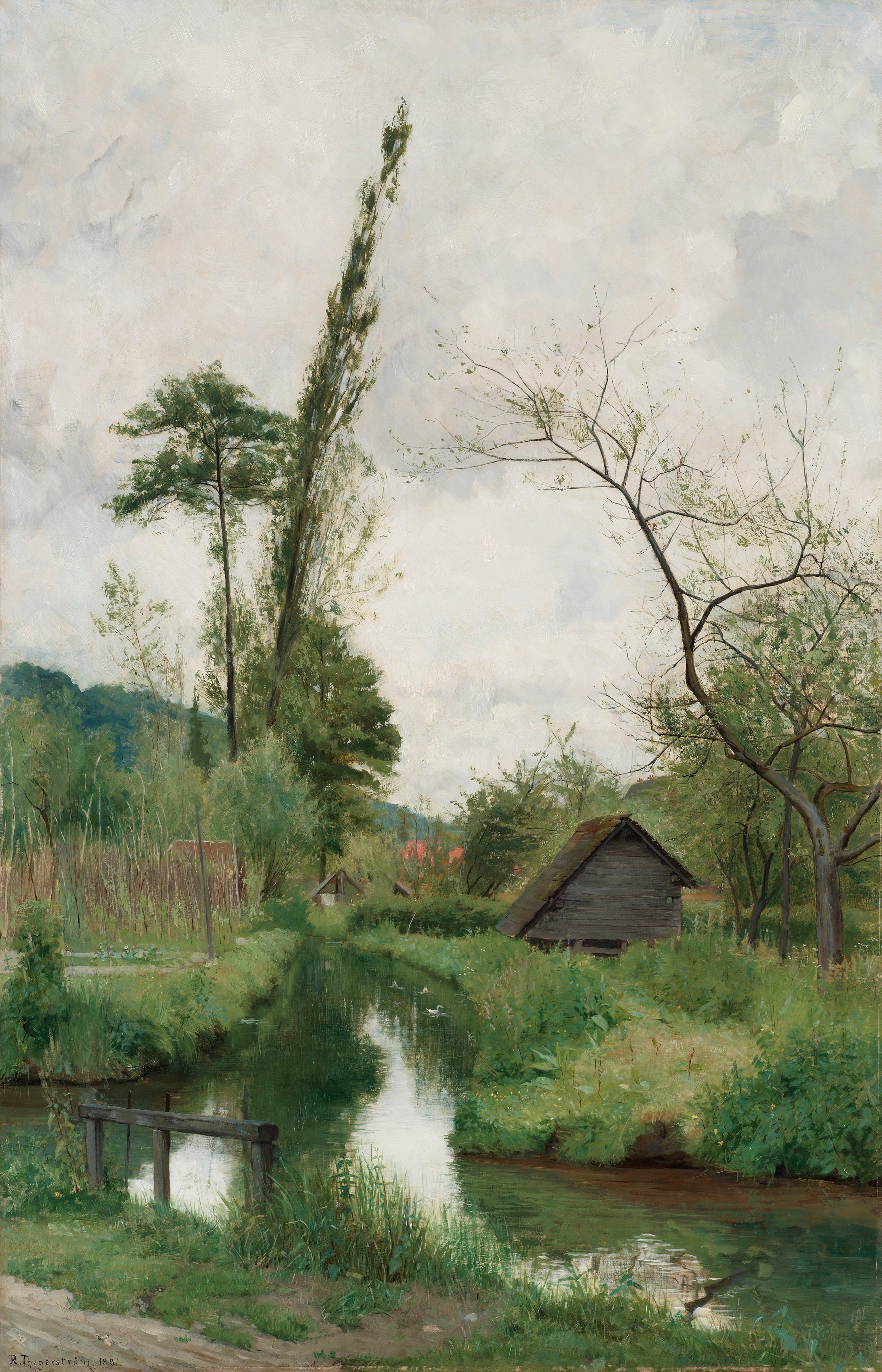
Motiv från Frankrike (1881)
Intermezzo (1883)
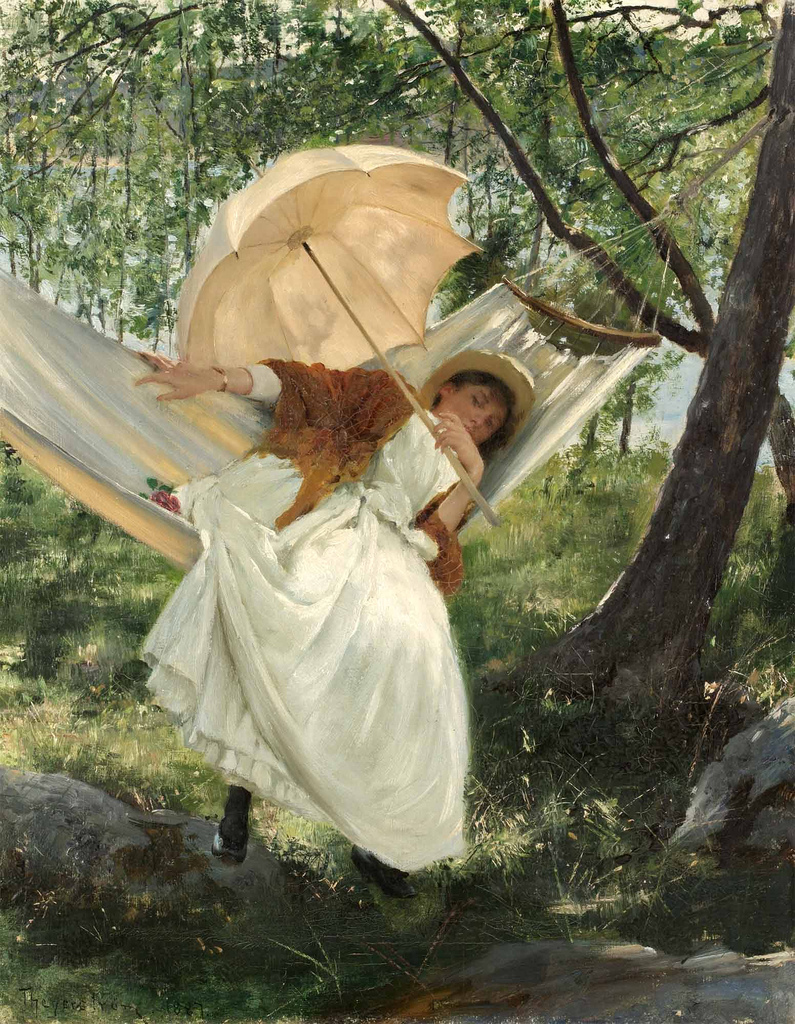
Lättja (1887)
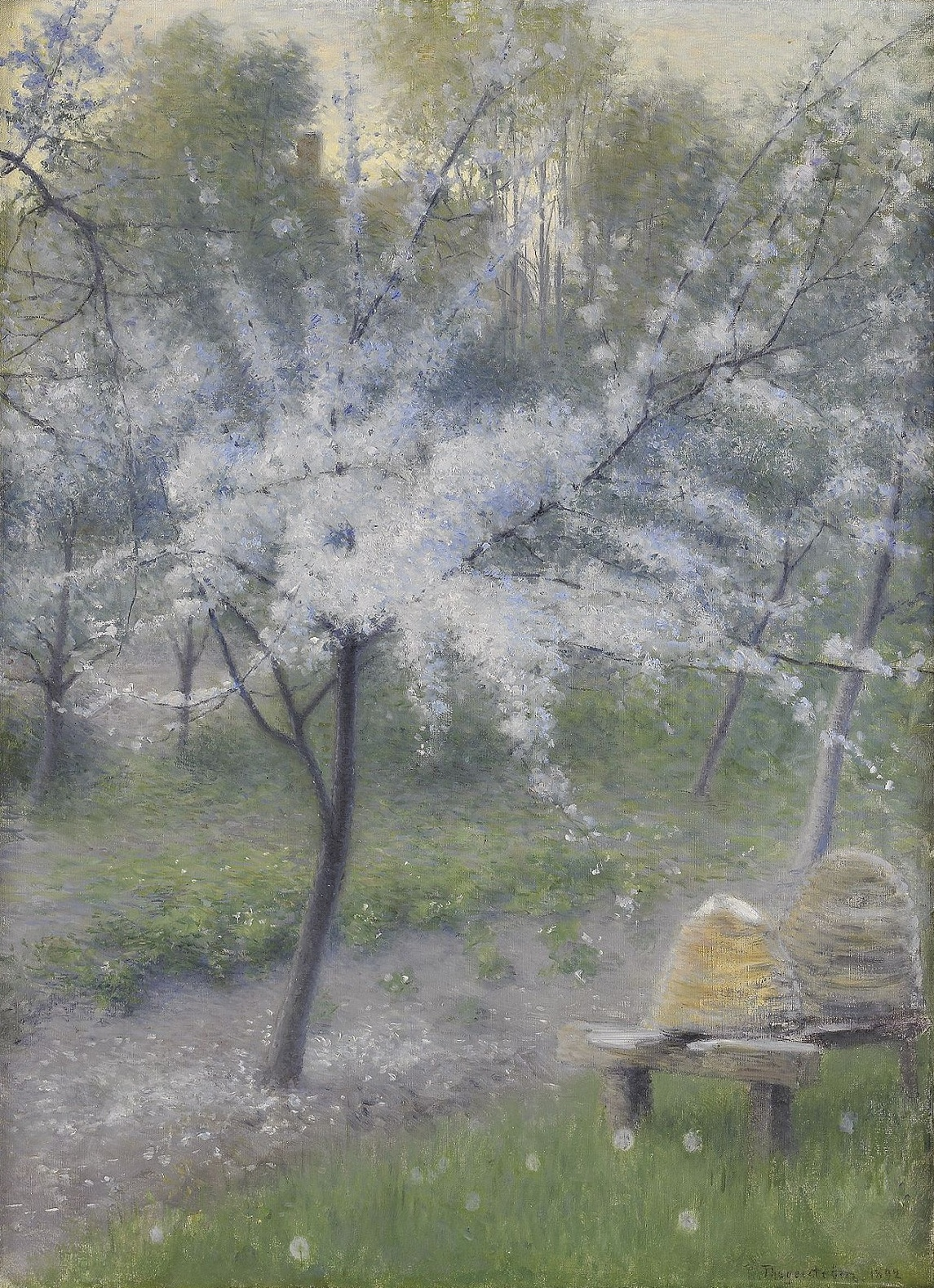
Blommande körsbärsträd (1892)
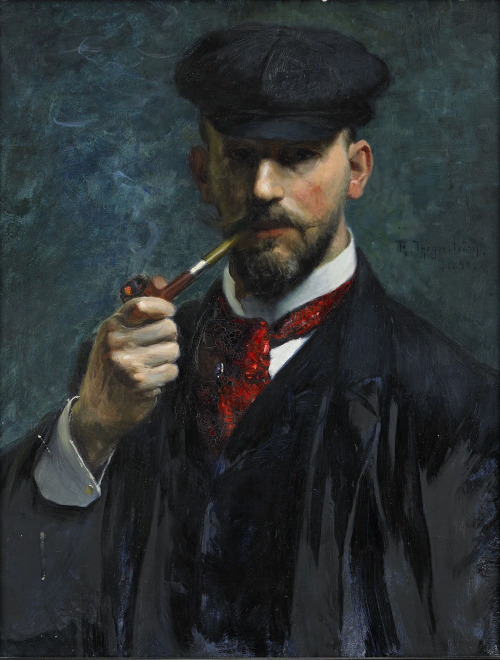
Självporträtt med pipa (före 1895)
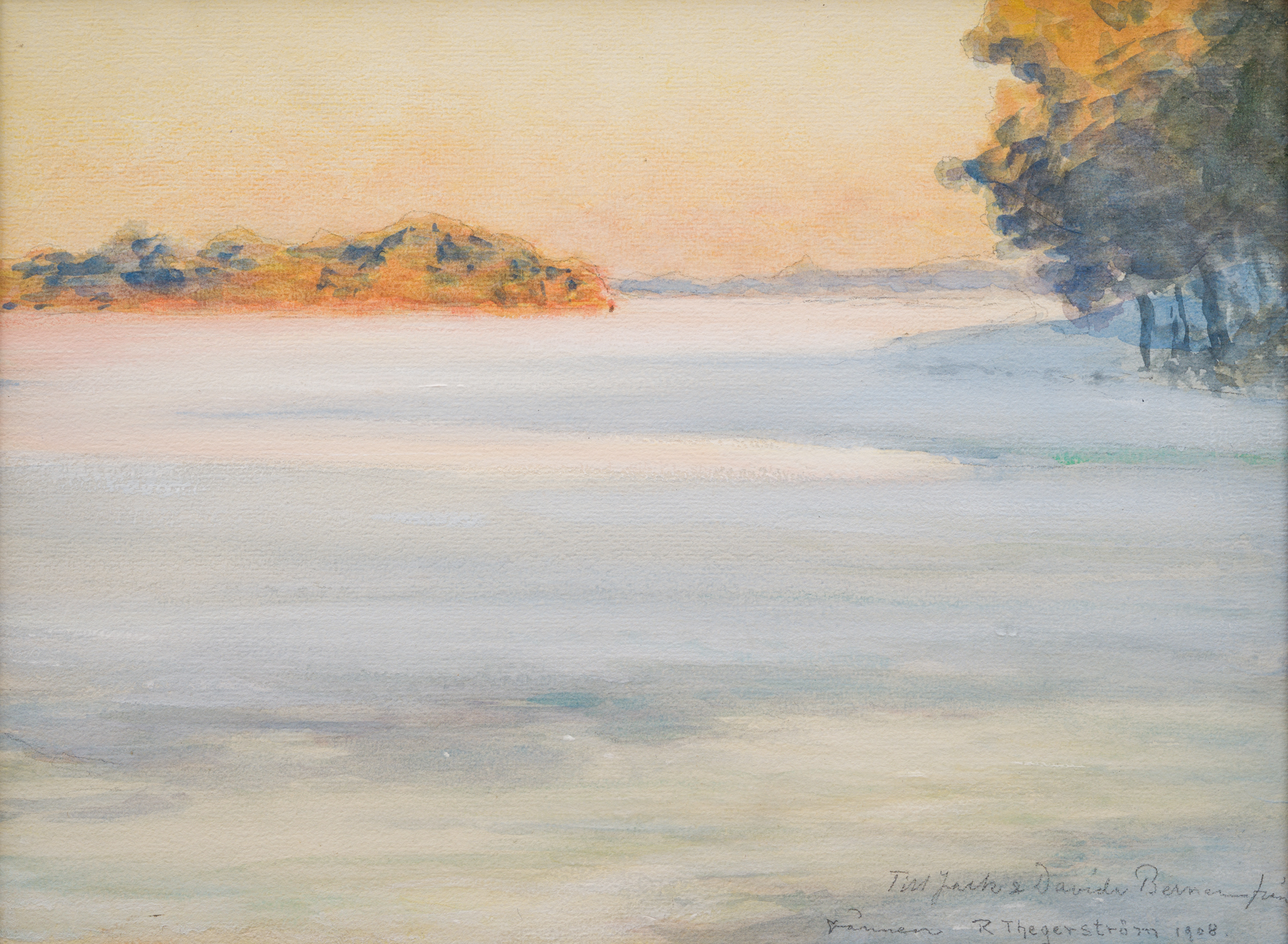
Vinterlandskap, 1908

## Offentliga verk
Offentlig utsmyckning:

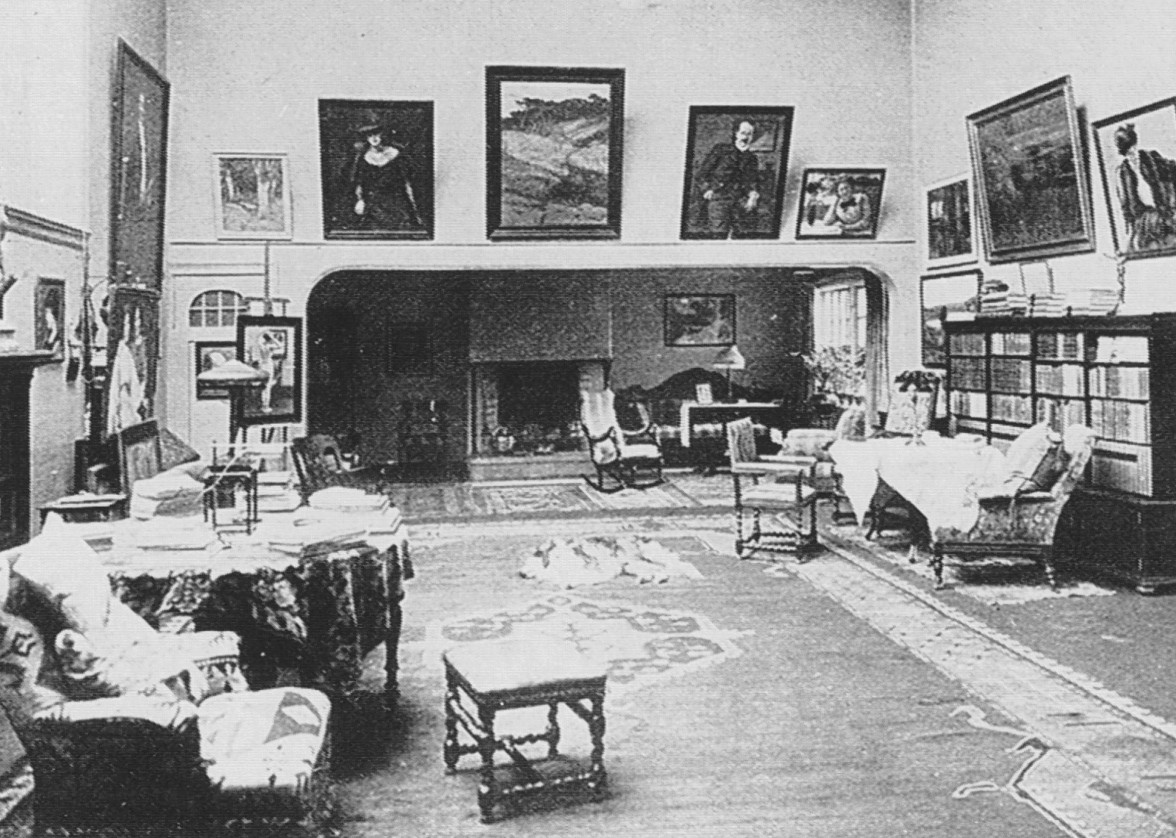
Thegerströms ateljé i Villa Tallbacken.

- dekorativa arbeten i Katarina Allmänna läroverk, Norra Real (Högre Realläroverket å Norrmalm), Kungsholmens gymnasium och Djursholms samskola.

Representerad:
- porträtt av Per Ekström, i Konstnärsklubben
- porträtt av Wilhelm Stenhammar och Hugo Alfvén, Nationalmuseum[2]
- Prins Eugens Waldemarsudde
- Malmö museum
- Göteborgs konstmuseum[3]
- Norrköpings konstmuseum[4]
- Östergötlands museum
- Regionmuseet Kristianstad
- Zornmuseet i Mora.
- Carl Larssons Sundborn
- Uplands nation och Östergötlands nation i Uppsala